# Microtea scabrida
Microtea scabrida är en tvåhjärtbladig växtart som beskrevs av Urban. Microtea scabrida ingår i släktet Microtea och familjen Microteaceae. Inga underarter finns listade i Catalogue of Life.